# Апертура и Клаусура
Апертура и Клаусура (исп. Torneo de Apertura y Clausura) — две части национальных спортивных соревнований, в основном по футболу, в ходе которых выявляются чемпионы подавляющей части Латиноамериканских стран.
В переводе с испанского Апертура дословно означает открытие. Это первая стадия чемпионата. Клаусура — вторая часть футбольного чемпионата. Дословно с испанского языка переводится как закрытие.
В большей части Латиноамериканских стран Апертура и Клаусура — самостоятельные чемпионаты (например, в Аргентине, Мексике, Чили), в четырёх (в Уругвае, Перу, Венесуэле и Никарагуа) — это всего лишь стадии единого чемпионата, с той лишь привилегией, что победитель одного из двух турниров автоматически попадает в национальный финал против победителя другого турнира; в случае победы в обеих стадиях финал уже не требуется и такая команда признаётся чемпионом. Кроме того, ещё одним отличием от обычного двухкругового чемпионата является то, что в случае равенства очков по итогам Апертуры или Клаусуры, назначается золотой матч за победу в данном этапе первенства. Такая система применяется, например, в Уругвае.
В Мексике также существует традиция проводить перед стартом очередного сезона матчи между победителями двух самостоятельных чемпионатов предыдущего сезона. Однако такие матчи являются лишь своеобразной вариацией европейских суперкубков, но никак не влияют на чемпионства играющих команд.

## Апертура и Клаусура по странам
| Страна     | Высшая лига                      | Чемпионства                                             | Календарь                                                                                | Сезоны                                                                          |
| ---------- | -------------------------------- | ------------------------------------------------------- | ---------------------------------------------------------------------------------------- | ------------------------------------------------------------------------------- |
| Аргентина  | Примера                          | Оба (1991/92 — 2013/14) В 2012/13 выявлено три чемпиона | Европейский (август — июнь)                                                              | 1990/91 — 2011/12; в 2012/13 — 2013/14 турниры назывались «Инисиаль» и «Финаль» |
| Боливия    | Профессиональная футбольная лига | Оба (2003—2020)                                         | Американский (1991—2004; 2007—2010; с 2017) Европейский (2005—2006; 2011—2016)           | 1991—2020                                                                       |
| Венесуэла  | Примера                          | Единый                                                  | Европейский (август — май)                                                               | с 1996/97                                                                       |
| Гаити      | Гаитянская лига                  | Оба (с 2002, кроме 2005/06)                             | Американский (апрель — ноябрь)                                                           | 2002, 2003, 2004/05, с 2007                                                     |
| Гватемала  | Национальная лига футбола        | Оба                                                     | Европейский                                                                              | с 1999/2000                                                                     |
| Гондурас   | Национальная лига футбола        | Оба (с 1997/98)                                         | Европейский (август — май)                                                               | с 1997/98                                                                       |
| Колумбия   | Примера А                        | Оба                                                     | Американский (февраль — декабрь)                                                         | с 2002                                                                          |
| Коста-Рика | Примера                          | Оба                                                     | Европейский                                                                              | с 2007/08                                                                       |
| Мексика    | Лига МХ                          | Оба                                                     | Европейский (июль — май)                                                                 | с 1996/97                                                                       |
| Никарагуа  | Примера                          | Единый                                                  | Европейский (июль — апрель)                                                              | с 2003/04                                                                       |
| Панама     | Лига футбола                     | Оба (с 2007)                                            | Европейский (июль — май)                                                                 | с 2001                                                                          |
| Парагвай   | Примера                          | Оба (с 2007)                                            | Американский (февраль — декабрь)                                                         | с 1996                                                                          |
| Перу       | Примера                          | Единый                                                  | Американский (февраль — ноябрь)                                                          | 1997—2008                                                                       |
| Сальвадор  | Примера                          | Оба                                                     | Европейский (август — июль)                                                              | с 1998/99                                                                       |
| Уругвай    | Примера                          | Единый                                                  | Европейский (август — июнь) (2005/06 — 2015/16) Американский (январь — декабрь) (с 2017) | 1994—2016                                                                       |
| Чили       | Примера                          | Оба                                                     | Европейский (август — июнь)                                                              | с 2013                                                                          |
| Эквадор    | Серия А                          | Оба                                                     | Американский (январь — декабрь)                                                          | 2005                                                                            |